# Georg Graf (Architekt)
Georg Graf (* 23. April 1869 in München; † 24. November 1942 ebenda) war ein deutscher Architekt und Maler.

## Leben und Wirken
Nach dem Schulbesuch studierte Graf an der Königlichen Kunstgewerbeschule München, an der Königlichen Akademie der Bildenden Künste (1887–1892) und an der Technischen Hochschule München.
Er war von 1891 bis 1937 künstlerisch tätig. Nachdem er in jüngeren Jahren wiederholt phasenweise im Ausland tätig gewesen war, ließ er sich 1910 dauerhaft in München nieder. Zu seinen bedeutendsten Werken als Architekt zählen das Grandhotel in Rovereto und der Erweiterungsbau des Hotels Meraner Hof in Meran. Als Maler schuf Graf Porträts, Geschichts- und Genrebilder, ferner dekorative Gemälde. Als Illustrator war er für die Zeitschriften Moderne Kunst, Für alle Welt und Über Land und Meer tätig.
Politisch schloss Graf sich 1921 der NSDAP an (Mitgliedsnummer 5.008). Zur selben Zeit wurde er Mitglied der damals zum ersten Mal aufgestellten SA (Sturmnummer 4.263). Als SA-Mann nahm Graf in den Jahren 1921 bis 1923 an den meisten Saalschlachten teil, die die Münchener Nationalsozialisten sich in der Frühphase der Partei mit ihren politischen Gegnern in den Versammlungsälen und Brauhäusern der bayerischen Landeshauptstadt lieferten. Seit 1922 war er der VI. Kompanie des Münchener SA-Regiments zugeteilt.
Am 8. und 9. November 1923 beteiligte Graf sich als Angehöriger des Münchener SA-Regiments am Hitler-Putsch. Nach dem Scheitern dieses Versuchs der Nationalsozialisten, die Staatsgewalt an sich zu reißen, nahm Graf zeitweise die sogenannte Blutfahne in seiner Wohnung in Verwahrung, um sie dem Zugriff der Behörden zu entziehen. Nach ihrer Übergabe an Hitler im Jahr 1925 entwickelte diese sich zu einer der wichtigsten politischen Reliquien innerhalb des „Mythos“, mit dem die neu gegründete NSDAP den gescheiterten Putsch in ihrer Propaganda umgab und diesen zu einer „nationalen Großtat“ verklärte.
In die neu gegründete NSDAP trat Graf zunächst nicht wieder ein. Erst Ende 1932 stellte er erneut einen Aufnahmeantrag und wurde zum 1. Januar oder 1. März 1933 wieder aufgenommen (Mitgliedsnummer 1.508.416).
Die letzten Jahre seines Lebens verbrachte Graf in großer materieller Not. Bedingt durch Altersschwäche und mehrere schwere Krankheiten war er nicht mehr arbeitsfähig, so dass er auf Unterstützungen durch Dritte angewiesen war. Außer Beihilfen aus der Künstlernotkasse erhielt Graf mehrere größere Zuwendungen aus dem Spendenfonds „Künstlerdank“ der Reichsleitung der NSDAP, bevor er ab 1941 eine ständige monatliche Zuwendung zugebilligt bekam.

## Bauten und Entwürfe
- Administratorenhaus in München
- 16 Kleinwohnhausbauten in drei Baublöcken in Pasing
- Grandhotel in Rovereto
- Erweiterungsbau des Hotels Meraner Hof in Meran
- Kaufhaus List in München